# Rudolf Walther-Fein
Rudolf Walther-Fein, gebürtig Rudolf Heinrich Walter Fein (* 20. November 1875 in Wien; † 1. Mai 1933 in Berlin), war ein österreichischer Schauspieler, Filmregisseur, Produktionsleiter und Drehbuchautor.

## Leben
Rudolf Fein gab 17-jährig sein Schauspielerdebüt in Iglau. Seine Bühnenkarriere führte ihn unter anderem nach Wien, Salzburg, München und schließlich Berlin.
Er versuchte sich zuerst als Drehbuchautor und konnte 1919 seine ersten Filme inszenieren. In den 1920er Jahren führte Walther-Fein bei zahlreichen Filmen Regie und fungierte dabei zugleich als Produktionsleiter bei der Aafa. Bei anderen Dreharbeiten übernahm er die Aufgabe eines künstlerischen Oberleiters.
Seine Filme waren meist Lustspiele oder Liebesromanzen. 1929 realisierte er den ersten vollständigen deutschen Tonfilm Dich hab’ ich geliebt.

## Filmogr afie (als Regisseur)
- 1919: Die Toten kehren wieder - Enoch Arden
- 1919: Lola Montez, 2. Teil: Am Hofe Ludwigs I. von Bayern
- 1919: Ewige Schönheit (auch Drehbuch)
- 1920: Dämmernde Nächte
- 1920: Sehnende Liebe
- 1920: Die Schlange mit dem Mädchenkopf
- 1921: Blutige Spuren
- 1922: Der große Dieb
- 1922: Millionenschieber (auch Produktionsleitung)
- 1922: Der Passagier in der Zwangsjacke
- 1922: Das Liebesnest (auch Produktionsleitung)
- 1922: Bigamie (auch Produktionsleitung)
- 1923: Wilhelm Tell (Co-Regie, auch Produktionsleitung)
- 1923: Der Schatz der Gesine Jakobsen
- 1923: Der Menschenfeind
- 1924: Der kleine Herzog (auch Produktionsleitung)
- 1925: Die vom Niederrhein (zwei Teile, auch Produktionsleitung)
- 1925: Wetterleuchten
- 1925: Sumpf und Moral (auch Produktionsleitung)
- 1926: Wien, wie es weint und lacht (auch Produktionsleitung)
- 1926: Der Abenteurer (auch Produktionsleitung)
- 1926: Die Gesunkenen (auch Produktionsleitung)
- 1926: Schützenliesel (auch Produktionsleitung)
- 1926: Der lachende Ehemann (auch Produktionsleitung)
- 1926: Küssen ist keine Sünd'
- 1927: Wochenendzauber (auch Produktionsleitung)
- 1927: Liebesreigen (auch Produktionsleitung)
- 1927: Das Heiratsnest (auch Produktionsleitung)
- 1927: Faschingszauber (auch Produktionsleitung)
- 1927: Mein Freund Harry (künstlerischer Oberleiter)
- 1928: Heiratsfieber (auch Produktionsleitung)
- 1928: Robert und Bertram (auch Produktionsleitung)
- 1928: Dragonerliebchen
- 1928: Der Faschingsprinz
- 1928: Der moderne Casanova (künstlerischer Oberleiter)
- 1929: Dich hab’ ich geliebt (auch Produktionsleitung)
- 1929: Die Konkurrenz platzt! (künstlerischer Oberleiter)
- 1929: Die fidele Herrenpartie (auch Produktionsleitung)
- 1929: Der schwarze Domino (nur Produktionsleitung)
- 1929: Es flüstert die Nacht … (künstlerischer Oberleiter)
- 1929: Großstadtjugend (auch Produktionsleitung)
- 1929: Das närrische Glück(künstlerischer Oberleiter)
- 1929: Liebe im Schnee (künstlerischer Oberleiter)
- 1930: Der Korvettenkapitän (auch Produktionsleitung)
- 1930: Die Jagd nach der Million
- 1930: O Mädchen, mein Mädchen, wie lieb' ich Dich! (künstlerischer Oberleiter)
- 1931: Das Schicksal der Renate Langen (auch Produktionsleitung)
- 1932: Zwei glückliche Tage (auch Co-Drehbuch und Produktionsleitung)